# Calf of Man
Calf of Man (Manx: yn Cholloo) är en 2,6 kvadratkilometer stor ö utanför den sydvästra kusten av Isle of Man. Calf-sundet, som skiljer Isle of Man och Calf of Man, är 700 meter brett och där finns även en liten ö som kallas Kitterland. 
Calf of Man var privatägt men år 1939 skänktes ön till den engelska organisationen National Trust som gjorde ön till ett fågelreservat. Ännu dag är det Manx Wildlife Trust som ansvarar för Calf of Man. 
På Calf of Man häckar den mindre liran och öns enda hus är en fågelstation. 